# Spekning
Spekning är en metod för att konservera kött där produkten saltas och torkas under lång tid och därefter får en mjuk konsistens, syrlig smak och rik arom. Ett lågt pH, salt, rökning och lågt vatteninnehåll bidrar till en lång hållbarhet. Detaljer med grövre struktur och lite bindväv passar till spekning. Spekning av en 8 kilos skinka kan ta ungefär ett år.
Processen består av momenten
- saltning (torrsaltning, lakesaltning, saltning i vakuumpåse eller den industriella metoden tummelsaltning)
- saltutjämning, för att saltningen ska bli jämn i produkten
- eventuellt kallrökning
- torkning
- mogning (fermentering)

I Sverige finns en tradition med spickekorv och spickeskinka samt den samiska och tornedalska traditionen torrkött. I Norge, där metoden är vanligare och traditionen är mer bevarad och utvecklad, är spekemat vanligt; där äter man spekepølser, spekeskinka och fenalår.